# کوبابا
کوبابا (سومری: 𒆬𒀭𒁀𒌑، kug-Dba-u₂) ملکه‌ای افسانه‌ای در بین‌النهرین بود که بر اساس فهرست پادشاهان سومری پیش از سلسله آکشاک به مدت صد سال بر کیش حکمرانی کرد. معمولا فرض بر این است که او یک شخصیت تاریخی نبوده است.

## نام
نام کوبابا در خط میخی به صورت‌های kù-dba-ú، kù-dbu-ú، ku-ub-ba-bu-ú یا ku-ub-ba-bu-ú نوشته شده است. همچنین لاتین‌نویسی آن Ku-Baba، با خط پیوندی است که عناصر را از هم جدا و حرف اول تئونیم را بزرگ می‌نویسد.

## متن‌های ادبی

### فهرست پادشاهان سومری
نام کوبابا در فهرست پادشاهان سومری آمده است، هرچند به دلیل جنسیت او گنجاندن او غیر عادی تلقی می‌شود. در حالی که برخی از نویسندگان مدرن او را یک ملکه در نظر می‌گیرند، عنوان سومری که برای او به کار می‌رود لوگال («پادشاه») است که همتای مونث ندارد.

### سایر متن‌ها
همانگونه که بات پونگراز یادآوری می‌کند، اشاره به فرمانروایان افسانه‌ای مانند او، گوشور، اتن یا گیلگمش در آثاری که به این دسته تعلق دارند، به منظور تثبیت آنها به عنوان الگوهای پارادایمی پادشاهی بوده است.